# Alipio lo Stilita
Alipio lo Stilita (515 – 614) è stato un religioso bizantino.

## Biografia
La sua Vita ci è giunta raccontata da vari autorevoli autori dell'antichità.
Diacono, nel 571 si rinchiuse in una cella ove visse fino al 573; dal 574 al 614 condusse invece vita da stilita.
Il suo ascetismo estremo radunò attorno alla colonna un gran numero di discepoli e quindi Alipio poté così fondare due monasteri, uno maschile e uno femminile.
Viene raccontato che Alipio rimase in piedi sulla colonna per 53 anni, poi, colpito da paralisi alle gambe, restò per altri 14 anni disteso su un fianco, finché morì a 99 anni, verso il 614, durante il regno di Eraclio I (610-641), imperatore di Bisanzio.

## Culto
Santo della Chiesa cattolica e di quella ortodossa, è ricordato il 26 novembre; sant'Alipio è invocato contro la sterilità.
Dal Martirologio Romano: «Ad Adrianopoli in Paflagonia, nell'odierna Turchia, sant'Alipio, diacono e stilita, che morì quasi centenario.»
La reliquia della sua testa si trova in un monastero del Monte Athos. 
A lui fu dedicato un monastero a Costantinopoli.